# Batman R.I.P.
Batman R.I.P. (рус. Покойся с миром, Бэтмен, известна также как Похороны Бэтмена) — сюжетная арка комиксов о Бэтмене, которая развивалась в Batman #676-681 и была опубликована издательством DC Comics. Написана Грантом Моррисоном и иллюстрирована Тони Дэниелсом и Алексом Россом. Сюжет рассказывает о Бэтмене и о его противостоянии с организацией Чёрная Перчатка, которая пытается разрушить всё, за что он борется.

## История создания
Обсуждая сюжет и его связь с другими сюжетными линиями, Грант Моррисон говорил: 

«Это была первая история, которую я планировал, когда Питер Томаси, редактор того времени, попросил меня написать сюжет о Бэтмене. Первый выпуск, что я написал был „Batman R.I.P.“ . У меня было конкретное представление обложки, которую Алекс Росс увеличил и сделал версию в тысячу раз лучше для второго выпуска.»— Грант Моррисон
В интервью Comic Book Resources Моррисон рассказал, что судьба Бэтмена, которая его ожидает в этой истории, гораздо лучше, чем смерть: «Героев убивали в прошлом, но для меня это не вариант так закончить историю! Я хотел сохранить поворот сюжета. То, что я сделаю, будет хуже смерти. Это конец Брюса Уэйна как Бэтмена.» На New York Comic Con в апреле 2008 года Грант Моррисон упомянул подробности серии во время своей пресс-конференции, сказав, что это будет: «когда личность злодея будет раскрыта, возможно, это станет самым шокирующим откровением Бэтмена за все 70 лет».
Выпуск DC Universe #0 частично пролил свет на события грядущей серии, в частности, показал сцену между Бэтменом и Джокером, которая стала прелюдией к первому выпуску сюжета Batman R.I.P. — Бэтмен рассказывает Джокеру о загадочной организации злодеев (или отдельном злодее) Чёрной Перчатке, о которой ничего неизвестно. Чёрная Перчатка уже готовили покушение на Бэтмена в рамках сюжетной арки «International Club of Heroes» в выпусках Batman #667-669. Джокер же, показав Бэтмену комбинацию тузов и восьмёрок из своей колоды карт («рука мертвеца»), только посмеялся над тем, что такой бесстрашный герой, как Бэтмен, опасается покушения Чёрной Перчатки.

## Сюжет
Готэм переживает период затишья преступности. Альфред и Робин уговаривают Бэтмена взять отпуск и отдохнуть, пока есть возможность. Уэйн знакомится с влиятельной моделью Иезебель Джет, с которой проводит много времени. Почти сразу она узнает, что Уэйн и есть Бэтмен, после чего Уэйн начинает доверять ей ещё больше и показывает Бэтпещеру. Бэтмен узнает о заговоре группировки под названием Чёрная Перчатка, о которой ранее никто не слышал. Иезебель рассказывает, что получила приглашение от одного из её членов. Между тем, Джокер и Клуб Злодеев готовят план по уничтожению Бэтмена.
Робин и Департамент полиции Готэма пытается разузнать информацию о Чёрной Перчатке. После неудачи, Бэтмен решает провести ночь с Иезебель, которая тоже наводила справки о Чёрной Перчатке. Уэйн предупреждает её, что она в опасности и её могут убить за то, что она пытается что-то раскопать. Иезебель признается в любви Брюсу, но говорит, что из-за смерти его родителей в детстве он стал чересчур расчётлив, скрытен и его эмоциональное состояние граничит с помешательством, и она предполагает, что единственным человеком, который мог бы спланировать и организовать такую скрытую организацию, как Чёрная Перчатка, является сам Брюс Уэйн.
Клуб Злодеев встречается, чтобы обсудить способы уничтожения Бэтмена, и на собрании Доктор Херт говорит, что знает одну слабость Уэйна. На следующий день Чёрная Перчатка разглашает информацию о том, что Томас и Марта Уэйн, родители Бэтмена, были алкоголиками и наркозависимыми, сам Бэтмен страдает шизофренией, а Томас Уэйн фальсифицировал свою смерть, убил свою жену и сбежал. Джеймс Гордон бросается на защиту Бэтмена, но фальсификации уже поверили жители Готэма.
Пока Брюс Уэйн показывает Иезебель Бэткомпьютер, приспешники Ле Боссю взламывают Бэтпещеру. Из-за тяжелого психического состояния Бэтмен теряет сознание, успев услышать только название планеты Зур-Эн-Арр, которое произнесла Иезебель и которое появилось на экранах всех компьютеров Бэтпещеры. Доктор Херт вместе с подручными избивают Альфреда, накачивают Уэйна наркотиками и разрушают Бэтпещеру. Происходит взрыв, в котором Бэтмен предположительно умирает. Робин успевает сбежать и пытается установить контакт с Найтвингом, но его отправили в психиатрическую больницу Аркхэм, выдав за преступника Лунного Пьеро.
Бэтмен приходит в себя в переулке и не может вспомнить, кто он. Он помогает бездомному, на которого напали хулиганы. Он встречает Хонора Джексона, который рассказывает ему, что он был в наркотическом опьянении. Они какое-то время работают вместе, а после этого Брюс узнает, что Джексон был убит. Он решает взять себе псевдоним Бэтмен с Зур-Эн-Арра, надевает костюм из красной, жёлтой и фиолетовой ткани.
После того, как он находит Джокера и тот «убивает» Иезебель, Уэйн узнает, что она была частью Чёрной Перчатки изначально, лидеру которой, Доктору Херту, нужно было психологически сломить Бэтмена. Уэйн теряет сознание от газа Джокера и приходит в себя похороненным заживо. Несмотря на это, Джокер уверен, что Уэйн найдет способ выбраться наружу. Уэйну удается выбраться из могилы. Доктор Херт предлагает ему ультиматум: Бэтмен согласится ему подчиняться и выполнять его приказы, а он прекратит распространять клевету о его родных и оставит в покое его друзей. Бэтмен отказывается, и Херт с помощью психо-приёмов пытается его убедить, что он его настоящий отец. Бэтмен нападает на него, и во время схватки они взрываются вместе с вертолётом, после чего никто не выживает.
Шесть месяцев спустя после этого весь Готэм-сити уверен в смерти Бэтмена, а на улицах процветает преступность. Департамент полиции Готэма осажден подкупленными сотрудниками, и преступники, узнав, что Бэтмен больше не помеха, снова выходят на улицы. Найтвинг и Робин держат маску и плащ Бэтмена и задаются вопросом, что делать дальше.

## Связанные серии
Каждый выпуск арки сюжетно связан с выпусками других серий. Кроме того, порядок выпуска номеров не соответствовал хронологии сюжета, например, несмотря на то, что основные события развиваются в серии  Batman, один из выпусков Detective Comics рассказывает о событиях на несколько дней раньше, хотя был выпущен уже после основной серии. Вероятно, как последствия Batman R.I.P., DC объявила о закрытии серий о Найтвинге, Робине и Хищных птицах без объяснения причин.
Часть событий разворачиваются в Batman #682-683, а также часть переплетается с серией Final Crisis, в котором Брюс Уэйн ещё выступает в качестве Бэтмена. По поводу хронологии сюжетной арки Грант Моррисон сообщил, что сначала следует основной сюжет R.I.P. — Batman #676-681, далее #682 и #683, которые как бы «подводят итог», затем Final Crisis #5, после которого снова R.I.P. и Final Crisis #6, где рассказывается дальнейшая судьба Бэтмена. Сюжет Heart of Hush Пола Дини разворачивался параллельно с историей о Бэтмене, но согласно хронологии сюжета являлся прологом к нему. В сюжете Томас Эллиот возвращается в Готэм, чтобы убить Бэтмена раньше, чем это сделает Чёрная перчатка. Также Heart of Hush связан с историей преступного мира в Готэме и частично рассказывает о превращении Томаса Эллота в Хаша. Эта история продолжается в Detective Comics #852 и Batman #685 под общим названием «Faces of Evil», которая также помечена как «Last Rites». В сюжете «Scattered Pieces», который разворачивался в Robin #175-176, Бэтмен пропал, Найтвинг находится в Arkham Asylum и Робин, опасаясь, что Бэтмен мог потерять рассудок, сам занимается его поисками. В сюжете «Outsiders No More», который развивался в Outsiders #11-13, Бэтгёрл принимает на себя руководство командой, но понимает, что никто лучше Бэтмена этого сделать не может. Она начинает собирать новую команду.

## Последствия
Выпуск Batman #683 показывает, что Бэтмен пережил взрыв и вернулся в Бэтпещеру, где изучает собранные данные о Чёрной Перчатке, но события Финального Кризиса переключают его внимание на другие проблемы. События между R.I.P. и Final Crisis более подробно описаны в Batman #701 и #702, которые относятся к заключительной главе R.I.P. .
В кроссовере Финальный Кризис злодей Дарксайд предпринимает попытки получить контроль над разумом Бэтмена, похитив его, пока тот ведёт расследование гибели Ориона, одного из Новых Богов, и создать армию клонов Тёмного рыцаря, которая заканчивается неудачей, так как двойники были неспособны психологически справиться со своим назначением. После побега Бэтмен убивает Дарксайда той же пулей, которой был убит Орион. Перед смертью Дарксайд стреляет в Бэтмена Санкцией Омега — силой, которой он обладает как один из Новых Богов. Некоторое время спустя обгоревшее тело Бэтмена находит Супермен (позже выясняется, что это был один из клонов Бэтмена). Пока все считают его погибшим, Готэм, его семья и друзья пытаются жить в «мире без Бэтмена». В выпуске Final Crisis #7 умирает Антро и перед смертью рисует логотип Бэтмена на стене Бэтпещеры.
Уже спустя несколько месяцев серия заняла важное место в биографии Бэтмена, наряду с такими графическими новеллами как Batman: Whatever Happened to the Caped Crusader? Нила Геймана, и стала аналогичной произведению Алана Мура Superman: Whatever Happened to the Man of Tomorrow?, который стал последним сюжетом о Супермене, где его биография значительно изменяется. По словам вице-президента DC Comics Дэна ДиДио, Брюс Уэйн действительно остается жив в конце серии, но тем не менее она привела к его долгому отсутствию. События его появления описываются в Blackest Night: Batman.
Серии о Найтвинге, Робине и Хищных Птицах были отменены, а обе серии о Бэтмене Batman и Detective Comics ушли на трёхмесячный перерыв, начиная с марта 2009 года. В марте, апреле и мае вышло три выпуска под названием Batman: Battle for the Cowl под авторством Тони Дэниелса, которые фокусировались на событиях произошедших в Готэме после финальной битвы. Три выпуска были сюжетно связаны с мини-сериями Oracle и  Azrael, а также двумя выпусками Gotham City Gazette, которые резюмируют произошедшее во всех трех сериях. После были выпущены ещё пять уан-шотов, каждый из которых был сосредоточен на ключевом персонаже или объекте предстоящих серия — Мэн-бэт, комиссар Гордон, больница Arkham Asylum, Gotham Underground и Сеть.
Грант Моррисон написал Batman: The Return of Bruce Wayne, где показано, как Уэйн пытается восстановить память и вернуться из прошлого в настоящее. В выпуске Вatman and Robin #16 упоминается, что истинный смысл акронима R.I.P. — Rot In Purgatory (рус. Гниение в чистилище).

## Хронология публикаций

### Основной сюжет
Предпосылки
- Batman #667-669 «The Black Glove» (первое упоминание и появление Чёрной Перчатки)
- Batman #672-675 «Space Medicine» (завершает сюжетную линию «The 3 Ghosts of Batman». Упоминалось ранее в Batman #664-666, в последней главе графической новеллы Batman & Son)
- DC Universe #0 (трёхстраничная прелюдия к Batman R.I.P.)

R.I.P.
- Batman #676-681

Last Rites
- Batman #682-683 (подобно рассказывается о событиях в бункере Блюдхейвена во время Финального Кризиса)

R.I.P. — The Missing Chapter
- Batman #701-702 (описываются события, происходящие в промежутке между сериями Batman R.I.P. и Финальный Кризис)

Финальный кризис
- Final Crisis #1-2, #5-7 (резюмирование событий Batman R.I.P. и дальнейшая судьба Бэтмена)

### Вставки в сюжет
R.I.P.
- Detective Comics #846-850 «Heart of Hush»
- Nightwing #147-150 «The Great Leap»
- Robin #175-176
- Batman and the Outsiders #11-13

Last Rites
- Detective Comics #851 «The Last Days of Gotham»
- Batman #684 «The Last Days of Gotham»
- Detective Comics #852 «Faces of Evil»
- Batman #685 «Faces of Evil»
- Nightwing #151
- Nightwing #152 «Faces of Evil» (Ра’с Аль’Гул размышляет о смерти Бэтмена)
- Nightwing #153 (последний выпуск серии о Найтвинге)
- Robin #183 (Финальный выпуск серии о Робине. Позже перезапущена под названием Red Robin)

### Упоминания
Ссылки на события сюжетной линии  Batman R.I.P.:
- Batman #62 «The Batman of England»
- Batman #65 «A Partner for Batman!»
- Detective Comics #215 «The Batmen of All Nations!»
- World’s Finest #89 «The Club of Heroes»
- Detective Comics #235 «The First Batman»
- Detective Comics #241 «The Rainbow Batman»
- Batman #112 «Am I Really Batman?»
- Batman #113 «The Superman of Planet-X!»
- Detective Comics #267 «Batman Meets Bat-Mite»
- Batman #134 «The Rainbow Creature»
- Batman #153 «Prisoners of Three Worlds»
- Batman #156 «Robin Dies at Dawn»
- 52 #23 (неделя 30) и #6 (неделя 47)

## Коллекционные издания
| Название            | Дата            | Включенные выпуски | ISBN               |
| ------------------- | --------------- | ------------------ | ------------------ |
| Batman R.I.P Deluxe | 11 февраля 2009 | Batman #676-681    | ISBN 1-4012-2090-8 |

## Релиз и отзывы
На New York Comic Con 2008 были представлены постеры с изображением Найтвинга, Тима Дрейка, Джейсона Тодда и Хаша с подписью «Я — Бэтмен» (англ. I Am Batman), а также позже появились на HeroesCon и Emerald City Comic-Con, где были представлены Дэном ДиДио. Перед выходом серии, в некоторых комиксах появлялось изображение плаща Бэтмена, лежащего на надгробной плите.
Сайт Comic Book Resources оценил первый выпуск арки в 3.5/5, а IGN — в 8.9/10, отметив и работу Моррисона по созданию персонажей, и работу Тони Дэниелса, включая неканоничный образ Джокера. Последний выпуск был оценен IGN в 9.7/10, а на сайте Comic Book Database имеет рейтинг 8.1/10 на основе 58 отзывов.